# FIA-GT1-Weltmeisterschaft
Die FIA-GT1-Weltmeisterschaft war eine internationale Rennserie, die von der FIA und der SRO-Motorsport-Gruppe als Nachfolgeserie der FIA-GT-Meisterschaft  gegründet wurde. In der von 2010 bis 2012 ausgetragenen Meisterschaft waren GT1-Rennwagen zugelassen.

## Historie
Die FIA-GT1-Weltmeisterschaft wurde 2010 von der FIA als Nachfolge-Rennserie der FIA-GT-Meisterschaft ausgeschrieben. Die Organisation der Serie wurde von der SRO durchgeführt.
Zugelassen waren ursprünglich nur GT1-Rennwagen. In der letzten ausgetragenen Saison 2012 waren wegen zu wenig gemeldeter GT1-Fahrzeuge auch GT3-Rennwagen startberechtigt.
In der Weltmeisterschaft starteten vornehmlich professionelle und erfahrene Rennfahrer sowie auch Nachwuchsfahrer mit privaten Teams, die jedoch von den Fahrzeugherstellern unterstützt wurden. Punkte und Meistertitel wurden in der Fahrer- und in der Teamwertung vergeben.
Die Meisterschaft wurde nur drei Jahre ausgetragen und 2013 von der FIA-GT-Serie abgelöst.

### Reglement

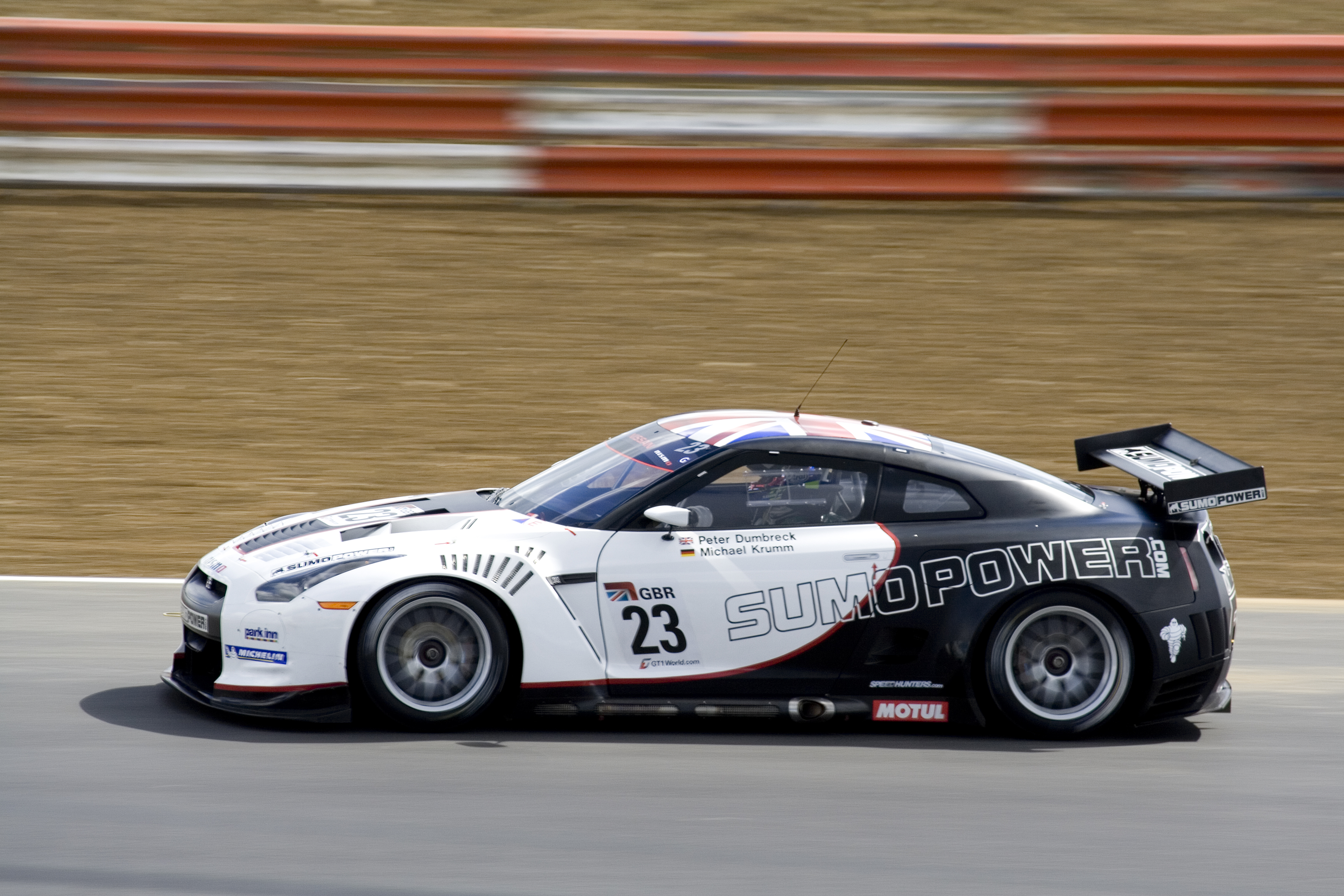
Nissan GT-R GT1

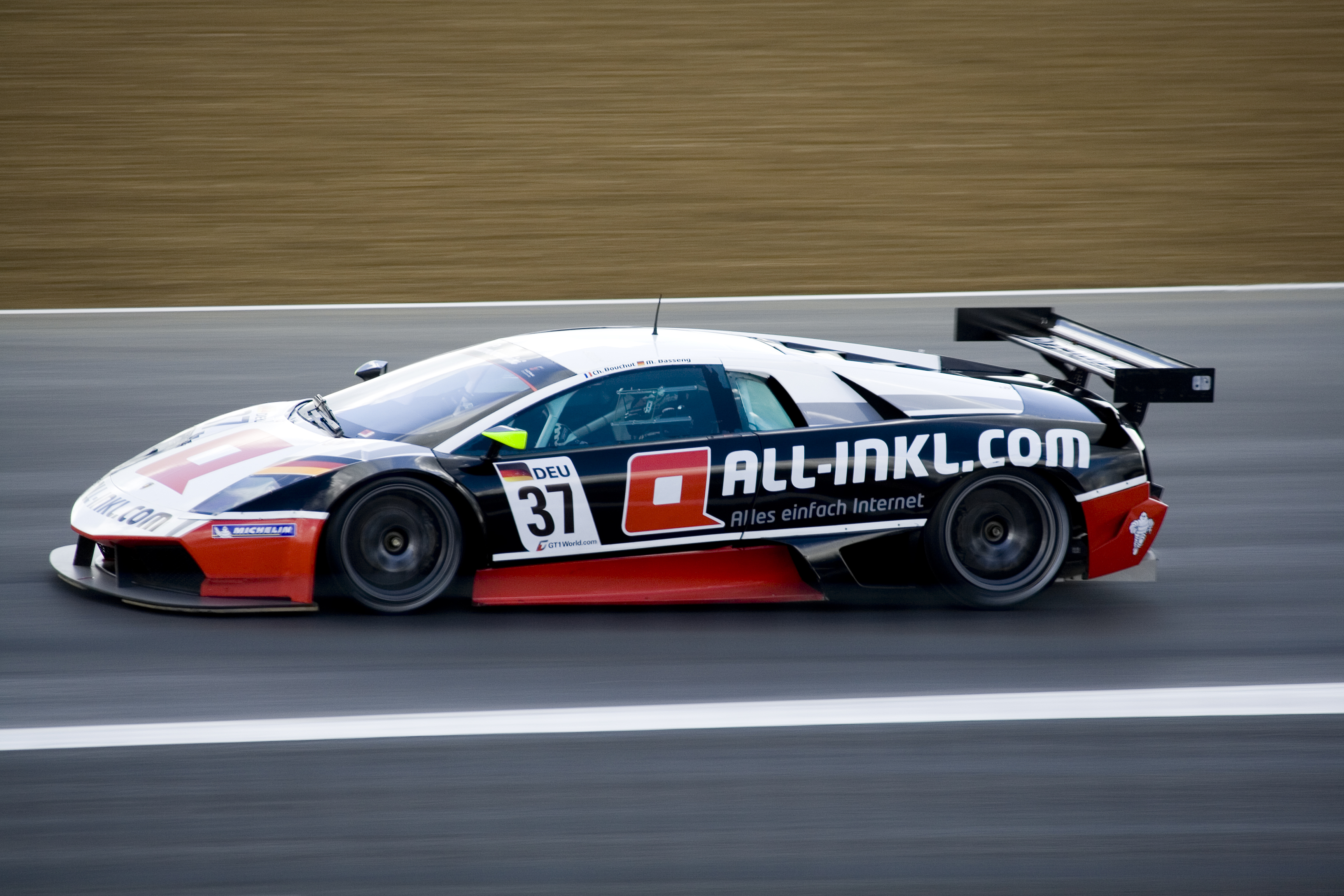
Lamborghini Murcielago LP670 R-SV

In der Weltmeisterschaft waren GT1-Rennwagen, die der Homologation der FIA entsprachen, zugelassen. Es durften maximal 24 Fahrzeuge von sechs verschiedenen Herstellern in einer Saison starten. Dabei traten pro Hersteller jeweils zwei Teams mit jeweils zwei Fahrzeugen an. Um eine Chancengleichheit und auch interessante Rennsaison sicherzustellen, gab es ein Balance of Performance (BoP), in dem den führenden vier Teilnehmern Zusatzgewichte ins Fahrzeug gelegt wurden.
Pro Rennwagen mussten zwei Fahrer gemeldet sein. Es traten Profirennfahrer und Nachwuchsfahrer an. Jedoch war der Start von sog. Werkspiloten nicht erlaubt.
Für einen Sieg im Qualifikationsrennen gab es maximal 8 Punkte. Beim Meisterschaftsrennen erhielt der Sieger maximal 25. Punkte. Die Punkte aus dem Qualifikations- und Meisterschaftsrennen wurden in der Fahrer- und in der Teamwertung gezählt.

### Austragungsorte und Rennablauf
Die Rennen wurden 2010 und 2011 an zehn und 2012 an neun Wochenenden ausgetragen. Diese fanden weltweit in Europa, Südamerika (Brasilien und Argentinien), Asien (China) und auf der arabischen Halbinsel (Vereinigte Arabische Emirate) statt. Im Rahmenprogramm der FIA-GT1-Weltmeisterschaft fanden bei Veranstaltungen auf europäischen Rennstrecken parallel auch die Läufe der FIA-GT3-Europameisterschaft statt.
An einem Rennwochenende wurden nach dem Training und dem Qualifying zwei jeweils einstündige Rennen abgehalten. Das erste Rennen am Samstag war der sog. Qualifikationslauf, nach dessen Ergebnis sich die Startaufstellung für den am Sonntag ausgetragenen Meisterschaftslauf ergab.
In beiden Rennen musste jedes Fahrzeug einen Pflichtboxenstopp absolvieren, bei dem der vorgeschriebene Fahrerwechsel durchgeführt wurde.

## Punktesystem
Die Punkte beim Qualifikations- und beim Meisterschaftsrennen wurden an die ersten klassifizierten Fahrer wie folgt vergeben:
| Rennen             | Platz | Platz | Platz | Platz | Platz | Platz | Platz | Platz | Platz | Platz |
| Rennen             | 1.    | 2.    | 3.    | 4.    | 5.    | 6.    | 7.    | 8.    | 9.    | 10.   |
| ------------------ | ----- | ----- | ----- | ----- | ----- | ----- | ----- | ----- | ----- | ----- |
| Qualifikationslauf | 8     | 6     | 4     | 0     | 0     | 0     | 0     | 0     | 0     | 0     |
| Meisterschaftslauf | 25    | 18    | 15    | 12    | 10    | 8     | 6     | 4     | 2     | 1     |

## Fahrzeuge
Die eingesetzten GT1-Rennwagen entsprachen der GT1-Fahrzeugklassifizierung mussten vor der Zulassung für die Rennserie von der FIA homologiert werden. In der Saison 2012 waren GT3-Rennwagen zugelassen, da nicht genügend GT1-Fahrzeuge gemeldet wurden.
Folgende Hersteller und Fahrzeuge traten in der Meisterschaft an:
| Saison | Aston Martin | Audi         | BMW    | Chevrolet     | Ferrari        | Ford   | Lamborghini           | Maserati | McLaren     | Mercedes-Benz | Nissan   | Porsche   |
| ------ | ------------ | ------------ | ------ | ------------- | -------------- | ------ | --------------------- | -------- | ----------- | ------------- | -------- | --------- |
| 2010   | DBR9         |              |        | Corvette C6.R |                | GT1    | Murciélago LP670 R-SV | MC12 GT1 |             |               | GT-R GT1 |           |
| 2011   | DBR9         |              |        | Corvette C6.R |                | GT1    | Murciélago LP670 R-SV |          |             |               | GT-R GT1 |           |
| 2012   | DBRS9        | R8 LMS ultra | Z4 GT3 |               | 458 Italia GT3 | GT GT3 | Gallardo LP560-4 GT3  |          | MP4-12C GT3 | SLS AMG GT3   |          | 911 GT3 R |

## Ergebnisse
In den drei ausgetragenen Meisterschaften gewannen folgende Fahrer und Teams den Titel und den zweiten und dritten Platz:

### Fahrerwertung
| Jahr | Sieger                           | Zweiter                             | Dritter                            |
| ---- | -------------------------------- | ----------------------------------- | ---------------------------------- |
| 2010 | Michael Bartels Andrea Bertolini | Thomas Mutsch                       | Frédéric Makowiecki                |
| 2011 | Michael Krumm Lucas Luhr         | Stefan Mücke Darren Turner          | Christian Hohenadel Andrea Piccini |
| 2012 | Marc Basseng Markus Winkelhock   | Stef Dusseldorp Frédéric Makowiecki | Michael Bartels Yelmer Buurman     |

### Teamwertung
| Jahr | Sieger                          | Zweiter        | Dritter                    |
| ---- | ------------------------------- | -------------- | -------------------------- |
| 2010 | Vitaphone Racing Team           | Hexis AMR      | Reiter Engineering         |
| 2011 | Young Driver AMR                | JR Motorsports | Hexis AMR                  |
| 2012 | All-Inkl.com Münnich Motorsport | Hexis Racing   | Belgian Audi Club Team WRT |